# Guadua maculosa
Guadua maculosa är en gräsart som först beskrevs av Eduard Hackel, och fick sitt nu gällande namn av E.G.Camus. Guadua maculosa ingår i släktet Guadua och familjen gräs. Inga underarter finns listade i Catalogue of Life.